# Hanns-Friedrich Kunz
Hanns-Friedrich Kunz (* 21. Februar 1945 in Ochsenhausen) ist ein deutscher Chorleiter.

## Leben
Hanns-Friedrich Kunz studierte an der Musikhochschule Stuttgart zunächst Schulmusik. Danach wechselte er nach Freiburg, wo er von 1969 bis 1973 Gesang bei Brigitte Münz studierte. Während seines Studiums war er Mitglied der Gächinger Kantorei und erhielt bei ihrem Leiter Helmuth Rilling Chorleitungsunterricht in Frankfurt am Main. Er besuchte verschiedene Meisterkurse, unter anderem bei Dietrich Fischer-Dieskau und Erik Werba. 1974 war er Preisträger in der Kategorie „Lied und Oratorium“ beim ARD-Wettbewerb in München. 
Neben seinem Engagement als Konzertsänger im In- und Ausland war er viele Jahre Lehrbeauftragter an den Musikhochschule Freiburg und der Musikhochschule  Karlsruhe. 
Von 1975 bis 1987 war Kunz Dirigent des Figuralchors Offenburg. Von 1987 bis April 2006 leitete er den Bachchor Tübingen. 1992 wurde er als Nachfolger von Gerhard Wilhelm zum künstlerischen Leiter der Stuttgarter Hymnus-Chorknaben berufen. Dieses Amt hatte er bis zu seinem Ruhestand im März 2010 inne.
2002 wurde ihm vom Landesbischof der Titel Kirchenmusikdirektor (KMD) verliehen. Im Jahr 2003 erhielt er die Verdienstmedaille des Landes Baden-Württemberg. 2010 wurde ihm vom Oberbürgermeister der Stadt Stuttgart die Bürgermedaille überreicht.